# Skovorodkî, Starokosteantîniv
Skovorodkî (în ucraineană Сковородки) este localitatea de reședință a comunei Skovorodkî din raionul Starokosteantîniv, regiunea Hmelnîțkîi, Ucraina.
Localitatea face parte din regiunea istorică Volânia, iar după tratatul de pace de la Riga din 1921 a devenit parte a Uniunii Sovietice.

## Demografie
Componența lingvistică a localității Skovorodkî
     Ucraineană (99,57%)
     Alte limbi (0,43%)
Conform recensământului din 2001, majoritatea populației localității Skovorodkî era vorbitoare de ucraineană (99,57%), existând în minoritate și vorbitori de alte limbi.